# She Said
She Said is een Amerikaanse biografische dramafilm uit 2022, geregisseerd door Maria Schrader, naar een scenario geschreven door Rebecca Lenkiewicz. Het is gebaseerd op het gelijknamige boek uit 2019 van Jodi Kantor en Megan Twohey, de journalisten van The New York Times die Harvey Weinsteins geschiedenis van misbruik en seksueel wangedrag jegens vrouwen aan de kaak stelden. In de film spelen Carey Mulligan en Zoe Kazan respectievelijk Twohey en Kantor, naast Patricia Clarkson, Andre Braugher, Jennifer Ehle en Samantha Morton in bijrollen, waarbij Ashley Judd zichzelf speelt.
De film werd in 2021 aangekondigd als een coproductie tussen Annapurna Pictures en Plan B Entertainment. De opnames vonden plaats in New York met cameraman Natasha Braier. Tijdens de postproductie werd de montage voltooid door Hansjörg Weißbrich en werd de muziek gecomponeerd door Nicholas Britell.
She Said ging in wereldpremière op het 60e New York Film Festival op 13 oktober 2022 en werd op 18 november 2022 in de Verenigde Staten uitgebracht door Universal Pictures. De film ontving over het algemeen positieve recensies.

## Verhaal
De film toont het werk van journalisten Jodi Kantor en Megan Twohey om het verhaal van Harvey Weinsteins beschuldigingen van seksueel wangedrag te doorbreken.

## Rolverdeling
- Carey Mulligan als Megan Twohey
- Zoe Kazan als Jodi Kantor
- Patricia Clarkson als Rebecca Corbett
- Andre Brauger als Dean Baquet
- Jennifer Ehle als Laura Madden
- Samantha Morton als Zelda Perkins
- Ashley Judd als zichzelf
- Sean Cullen als Lance Maerov
- Angela Yeoh als Rowena Chiu
- Tom Pelphrey als Jim Rutman
- Adam Shapiro als Ron Lieber
- Anastasia Barzee als Lisa Bloom
- Mike Houston als Harvey Weinstein
- James Austin Johnson als de stem van Donald Trump
- Kelly McQuail als de stem van Rose McGowan
- Sarah Ann Masse als Emily Steel